# Cervonîi Iar, raionul Kirovohrad, regiunea Kirovohrad
Cervonîi Iar (în ucraineană Червоний Яр) este o comună în raionul Kropîvnîțkîi, regiunea Kirovohrad, Ucraina, formată numai din satul de reședință.

## Demografie
Componența lingvistică a comunei Cervonîi Iar
     Rusă (70,52%)
     Ucraineană (27,64%)
     Alte limbi (0,12%)
Conform recensământului din 2001, majoritatea populației comunei Cervonîi Iar era vorbitoare de rusă (70,52%), existând în minoritate și vorbitori de ucraineană (27,64%) și armeană (1,47%).